# تنگه تسوشیما

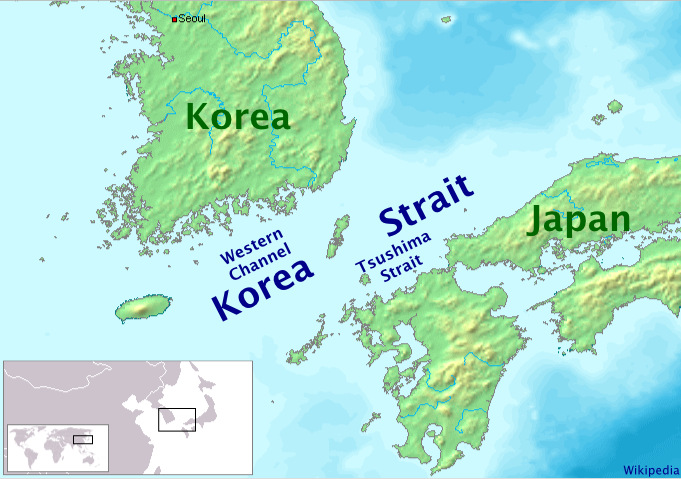
The Eastern Channel is a channel of the Korea Strait.

تنگه تسوشیما (انگلیسی: Tsushima Strait) بین کره و ژاپن قرار دارد. این تنگه حدود 100 کیلومتر در امتداد جزیره تسوشیما قرار دارد. این تنگه عمق حدود 140 متر دارد و توسط جزایر تسوشیما به غرب و از طریق شمال (از جزایر Gotō) محدود است. در نزدیکی جزیره ایک، در حدود 50 کیلومتری نسبت به کیوشه از نوک جنوبی کامینوشیما (جزایر جنوبی) قرار دارد.